# Kac-Moody-Algebra
Kac-Moody-Algebren, benannt nach Victor Kac und Robert Moody, sind in der mathematischen Theorie der Lie-Algebren untersuchte Algebren. Man geht von einer Matrix mit bestimmten Eigenschaften aus und wendet darauf ein Verfahren an, das an die klassische Konstruktion einer endlichdimensionalen halbeinfachen Lie-Algebra aus einer vorgegebenen Cartan-Matrix angelehnt ist. Man kann dann drei Typen solcher Kac-Moody-Algebren ausmachen. Die Algebren vom endlichen Typ (s. u.) sind die aus der klassischen Theorie bekannten endlichdimensionalen halbeinfachen Lie-Algebren, so dass die Theorie der Kac-Moody-Algebren als eine Verallgemeinerung der klassischen Theorie angesehen werden kann. Dazu kommen zwei weitere Typen, der affine Typ und der indefinite Typ (s. u.), die weder endlichdimensional noch halbeinfach sind.

## Konstruktion

### Verallgemeinerte Cartan-Matrizen
Eine {\displaystyle n\times n}-Matrix {\displaystyle A=(A_{i,j})} heißt verallgemeinerte Cartan-Matrix, falls
- Alle Koeffizienten sind ganzzahlig, das heißt {\displaystyle A_{i,j}\in \mathbb {Z} } für alle {\displaystyle i,j=1,\ldots ,n}
- {\displaystyle A_{i,i}=2} für alle {\displaystyle i=1,\ldots ,n}
- {\displaystyle A_{i,j}\leq 0} für alle {\displaystyle i,j=1,\ldots ,n,\,i\not =j}
- Aus {\displaystyle A_{i,j}=0} folgt stets {\displaystyle A_{j,i}=0} für alle {\displaystyle i,j=1,\ldots ,n}.

Offenbar sind Cartan-Matrizen Beispiele für verallgemeinerte Cartan-Matrizen.
Zwei verallgemeinerte {\displaystyle n\times n}-Cartan-Matrizen {\displaystyle A=(A_{i,j})} und {\displaystyle A'=(A'_{i,j})} heißen äquivalent, wenn es eine Permutation {\displaystyle \sigma } auf {\displaystyle \{1,\ldots ,n\}} gibt mit {\displaystyle A'_{i,j}=A_{\sigma (i),\sigma (j)}} gibt. 
Eine verallgemeinerte Cartan-Matrix heißt zerlegbar, wenn sie zu einer Matrix der Form
{\displaystyle {\begin{pmatrix}A_{1}&0\\0&A_{2}\end{pmatrix}}}
mit Untermatrizen {\displaystyle A_{1}} und {\displaystyle A_{2}} äquivalent ist, sonst unzerlegbar.

### Realisierungen einer Matrix
Zu einer vorgegebenen verallgemeinerten {\displaystyle n\times n}-Cartan-Matrix {\displaystyle A=(A_{i,j})} gibt es 
- einen endlichdimensionalen {\displaystyle \mathbb {C} }-Vektorraum {\displaystyle H}
- eine linear unabhängige Teilmenge {\displaystyle \Pi ^{\vee }=\{h_{1},\ldots ,h_{n}\}\subset H},
- eine linear unabhängige Teilmenge {\displaystyle \Pi =\{\alpha _{1},\ldots ,\alpha _{n}\}\subset H^{*}}, wobei {\displaystyle H^{*}} der Dualraum von {\displaystyle H} ist,

so dass {\displaystyle A_{i,j}=\alpha _{j}(h_{i})} für alle {\displaystyle i,j=1,\ldots ,n}
Die Daten {\displaystyle (H,\Pi ^{\vee },\Pi )} nennt man eine Realisierung von {\displaystyle A}. Man kann zeigen, dass die Dimension von {\displaystyle H} mindestens {\displaystyle 2n-\mathrm {rang} (A)} ist, wobei {\displaystyle \mathrm {rang} (A)} der Rang der Matrix ist, dass dieses Minimum angenommen wird, und dass es zu je zwei Realisierungen {\displaystyle (H_{1},\Pi _{1}^{\vee },\Pi _{1})} und {\displaystyle (H_{2},\Pi _{2}^{\vee },\Pi _{2})} minimaler Dimension einen Vektorraumisomorphismus {\displaystyle \varphi :H_{1}\rightarrow H_{2}} gibt, der {\displaystyle \Pi _{1}^{\vee }} auf {\displaystyle \Pi _{2}^{\vee }} abbildet und dessen duale Abbildung {\displaystyle \Pi _{2}} auf {\displaystyle \Pi _{1}} abbildet. Diese sogenannten minimalen Realisierungen sind also bis auf Isomorphie eindeutig bestimmt.

### Eine Lie-Algebra aus Erzeugern und Relationen
Bislang haben wir zu einer verallgemeinerten {\displaystyle n\times n}-Cartan-Matrix {\displaystyle A=(A_{i,j})} eine minimale Realisierung {\displaystyle (H,\Pi ^{\vee }=\{h_{1},\ldots ,h_{n}\},\Pi =\{\alpha _{1},\ldots ,\alpha _{n}\})} konstruiert. Diese Daten verwenden wir nun, um eine Lie-Algebra {\displaystyle {\tilde {L}}(A)} aus Erzeugern und Relationen zu definieren. Die Menge der Erzeuger ist
{\displaystyle X=\{e_{1},\ldots ,e_{n},f_{1},\ldots ,f_{n}\}\cup \{{\tilde {x}}\mid x\in H\}}.
Die Elemente sind nur Symbole, lediglich die Matrizengröße {\displaystyle n} und der Vektorraum {\displaystyle H} gehen hier ein. Die Relationen sind
- {\displaystyle {\tilde {x}}-\lambda {\tilde {y}}-\mu {\tilde {z}}}   für alle {\displaystyle x,y,z\in H,\,\lambda ,\mu \in \mathbb {C} }   mit {\displaystyle x=\lambda x+\mu z}
- {\displaystyle [{\tilde {x}}{\tilde {y}}]}   für alle   {\displaystyle x,y\in H}
- {\displaystyle [e_{i}f_{i}]-{\tilde {h_{i}}}}   für alle   {\displaystyle i=1,\ldots ,n}
- {\displaystyle [e_{i}f_{j}]}   für alle   {\displaystyle i,j=1,\ldots ,n,\,i\not =j}
- {\displaystyle [{\tilde {x}}e_{i}]-\alpha _{i}(x)}   für alle   {\displaystyle i=1,\ldots ,n,\,x\in H}
- {\displaystyle [{\tilde {x}}f_{i}]+\alpha _{i}(x)}   für alle   {\displaystyle i=1,\ldots ,n,\,x\in H}

Bezeichnet {\displaystyle R} die Menge dieser Relationen, so setzen wir
{\displaystyle {\tilde {L}}(A):=L(X;R)}, wobei letztere die durch die Erzeuger {\displaystyle X} und Relationen {\displaystyle R} definierte Lie-Algebra sei.
Die ersten beiden Gruppen von Relationen führen offensichtlich dazu, dass {\displaystyle H\mapsto {\tilde {H}}:=\{{\tilde {x}}\mid x\in H\},\,x\mapsto {\tilde {x}}} ein Lie-Algebren-Homomorphismus zwischen abelschen Lie-Algebren ist. Man kann sogar zeigen, dass dieser ein Isomorphismus ist. 

### Definition der Kac-Moody-Algebren
Zu einer verallgemeinerten Cartan-Matrix {\displaystyle A=(A_{i,j})} haben wir eine Lie-Algebra {\displaystyle {\tilde {L}}(A)} mit einer darin enthaltenen abelschen Unteralgebra {\displaystyle {\tilde {H}}} konstruiert. Man kann nun zeigen, dass 
{\displaystyle I:=\sum \{J\mid \,J\subset {\tilde {L}}(A){\text{ Lie-Ideal mit }}J\cap {\tilde {H}}=\{0\}\}}
wieder ein Ideal mit {\displaystyle I\cap {\tilde {H}}=\{0\}} ist. Man nennt
{\displaystyle L(A):={\tilde {L}}(A)/I}
die Kac-Moody-Algebra zur verallgemeinerten Cartan-Matrix {\displaystyle A}. 
Man kann zeigen, dass die Isomorphieklasse von {\displaystyle L(A)} nur von der Äquivalenzklasse der verallgemeinerten Cartan-Matrix abhängt, insbesondere nicht von der Wahl einer minimalen Realisierung. Ist {\displaystyle A} sogar eine Cartan-Matrix, so ist die Kac-Moody-Algebra zu {\displaystyle A} isomorph zur endlichdimensionalen halbeinfachen Lie-Algebra mit dieser Cartan-Matrix.

## Drei Typen von Kac-Moody-Algebren
Die Kac-Moody-Algebren zu unzerlegbaren verallgemeinerten Cartan-Matrizen zerfallen in drei Typen. Sie werden durch Eigenschaften der zugrunde liegenden verallgemeinerten Cartan-Matrix  definiert. Dazu beachte, dass solche Matrizen ganzzahlige und damit reellwertige Koeffizienten haben und daher auf dem {\displaystyle \mathbb {R} ^{n}}, dem Vektorraum der Spaltenvektoren, operieren. Auf dem {\displaystyle \mathbb {R} ^{n}} sei die komponentenweise Ordnung {\displaystyle \leq } gegeben, das heißt {\displaystyle u\leq v}, falls komponentenweise {\displaystyle u_{i}\leq v_{i}} gilt. Wir schreiben entsprechend {\displaystyle u<v}, falls komponentenweise  {\displaystyle u_{i}<v_{i}} gilt. 
Man verwendet die folgenden Typbezeichnungen, für die {\displaystyle A} eine unzerlegbare verallgemeinerte {\displaystyle n\times n}-Cartan-Matrix sei, sowohl für {\displaystyle A} als auch für die Kac-Moody-Algebra {\displaystyle L(A)}.

### Kac-Moody-Algebren endlichen Typs
{\displaystyle A} und damit auch {\displaystyle L(A)} hat endlichen Typ, falls
- {\displaystyle \det(A)\not =0},
- Es gibt {\displaystyle u\in \mathbb {R} ^{n}} mit {\displaystyle u>0} und {\displaystyle Au>0},
- Aus {\displaystyle Au\geq 0} folgt {\displaystyle u>0} oder {\displaystyle u=0}.

### Kac-Moody-Algebren affinen Typs
{\displaystyle A} und damit auch {\displaystyle L(A)} hat affinen Typ, falls
- {\displaystyle \mathrm {rang} (A)=n-1}, das heißt der Korang ist 1,
- Es gibt {\displaystyle u\in \mathbb {R} ^{n}} mit {\displaystyle u>0} und {\displaystyle Au=0},
- Aus {\displaystyle Au\geq 0} folgt {\displaystyle Au=0}.

### Kac-Moody-Algebren indefiniten Typs
{\displaystyle A} und damit auch {\displaystyle L(A)} hat indefiniten Typ, falls
- Es gibt {\displaystyle u\in \mathbb {R} ^{n}} mit {\displaystyle u>0} und {\displaystyle Au<0},
- Aus {\displaystyle Au\geq 0} und {\displaystyle u\geq 0} folgt {\displaystyle u=0}.

### Bemerkungen
Es ist nicht offensichtlich, dass dies tatsächlich eine Dreiteilung der unzerlegbaren verallgemeinerten Cartan-Matrizen darstellt. Alternativ kann man diese drei Typen für unzerlegbare verallgemeinerte Cartan-Matrizen wie folgt charakterisieren:
- {\displaystyle A} hat endlichen Typ genau dann, wenn es {\displaystyle u\in \mathbb {R} ^{n}} gibt mit {\displaystyle u>0} und {\displaystyle Au>0}
- {\displaystyle A} hat affinen Typ genau dann, wenn es {\displaystyle u\in \mathbb {R} ^{n}} gibt mit {\displaystyle u>0} und {\displaystyle Au=0}
- {\displaystyle A} hat indefiniten Typ genau dann, wenn es {\displaystyle u\in \mathbb {R} ^{n}} gibt mit {\displaystyle u>0} und {\displaystyle Au<0}

Man kann zeigen, dass Kac-Moody-Algebren endlichen Typs genau die endlichdimensionalen einfachen Lie-Algebren sind. Die Kac-Moody-Algebren affinen oder indefiniten Typs sind weder halbeinfach, sie haben ein nicht-triviales Zentrum, noch endlichdimensional.

## Dynkin-Diagramme
Man kann, ganz ähnlich wie in der Theorie der endlich-dimensionalen halbeinfachen Lie-Algebren, jeder verallgemeinerten Cartan-Matrix ein Dynkin-Diagramm zuordnen, dies geschieht nach folgenden Regeln:
Das Dynkin-Diagramm zur verallgemeinerten {\displaystyle n\times n}-Cartan-Matrix {\displaystyle A=(A_{i,j})} ist ein Graph aus {\displaystyle n} Knoten, die mit {\displaystyle 1,\ldots ,n} bezeichnet werden. Für die Kanten zwischen diesen Knoten verfährt man wie folgt:
- Ist {\displaystyle A_{i,j}A_{j,i}=0}, so werden die Knoten {\displaystyle i} und {\displaystyle j} nicht verbunden.
- Ist {\displaystyle A_{i,j}A_{j,i}=1}, so werden die Knoten {\displaystyle i} und {\displaystyle j} durch eine einzelne Kante verbunden.
- Ist {\displaystyle A_{i,j}A_{j,i}=2}, so werden die Knoten {\displaystyle i} und {\displaystyle j} durch zwei Kanten verbunden. Ein >-Zeichen durch diese Kanten zeigt mit der Spitze auf {\displaystyle i}, wenn {\displaystyle A_{i,j}=-2}, sonst nach {\displaystyle j}.
- Ist {\displaystyle A_{i,j}A_{j,i}=3}, so werden die Knoten {\displaystyle i} und {\displaystyle j} durch drei Kanten verbunden. Ein >-Zeichen durch diese Kanten zeigt mit der Spitze auf {\displaystyle i}, wenn {\displaystyle A_{i,j}=-3}, sonst nach {\displaystyle j}.
- Ist {\displaystyle A_{i,j}A_{j,i}=4} und  {\displaystyle |A_{i,j}|\not =|A_{j,i}|}, so werden die Knoten {\displaystyle i} und {\displaystyle j} durch vier Kanten verbunden. Ein >-Zeichen durch diese Kanten zeigt mit der Spitze auf {\displaystyle i}, wenn {\displaystyle A_{i,j}=-4}, sonst nach {\displaystyle j}.
- Ist {\displaystyle A_{i,j}A_{j,i}=4} und  {\displaystyle A_{i,j}=A_{j,i}=-2}, so werden die Knoten {\displaystyle i} und {\displaystyle j} durch zwei Kanten verbunden. Ein >- und ein <-Zeichen werden durch diese Kanten gezeichnet, sie zeigen mit ihren Spitzen aufeinander.
- Ist {\displaystyle A_{i,j}A_{j,i}\geq 5}, so werden die Knoten {\displaystyle i} und {\displaystyle j} durch eine einzelne Kante verbunden und die ganzen Zahlen {\displaystyle |A_{i,j}|} und {\displaystyle |A_{j,i}|} wird an dieser Kante vermerkt.

Es ist klar, dass man aus dem Dynkin-Diagramm die verallgemeinerte Cartan-Matrix zurückgewinnen kann, ebenso, dass eine verallgemeinerte Cartan-Matrix genau dann unzerlegbar ist, wenn ihr Dynkin-Diagramm zusammenhängend ist.
In der klassischen Theorie, das heißt für unzerlegbare verallgemeinerte Cartan-Matrizen endlichen Typs, erhält man die bekannte Liste der Dynkin-Diagramme {\displaystyle A_{n},B_{n},C_{n},D_{n},E_{6},E_{7},E_{8},F_{4},G_{2}}, die eine vollständige Klassifikation der endlichdimensionalen einfachen Lie-Algebren darstellt. Für unzerlegbare verallgemeinerte Cartan-Matrizen affinen Typs gelingt ebenfalls eine vollständige Klassifikation, auch hier erhält man eine überschaubare Liste. Die zuletzt genannte Regel zur Erstellung des Dynkin-Diagramms findet im affinen Fall keine Anwendung, das kommt erst bei unzerlegbaren verallgemeinerten Cartan-Matrizen indefiniten Typs vor.

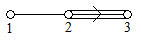
Das Dynkin-Diagramm zur verallgemeinerten Cartan-Matrix

Als Beispiel für eine verallgemeinerte Cartan-Matrix affinen Typs betrachten wir
{\displaystyle {\tilde {G}}_{2}={\begin{pmatrix}2&-1&0\\-1&2&-1\\0&-3&2\end{pmatrix}}}.
Die Bezeichnung {\displaystyle {\tilde {G}}_{2}} stammt von einer Klassifikation der unzerlegbaren Cartan-Matrizen affinen Typs. Da 
{\displaystyle {\begin{pmatrix}2&-1&0\\-1&2&-1\\0&-3&2\end{pmatrix}}\cdot {\begin{pmatrix}1\\2\\3\end{pmatrix}}={\begin{pmatrix}0\\0\\0\end{pmatrix}}},

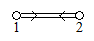
Das Dynkin-Diagramm zur verallgemeinerten Cartan-Matrix

liegt nach oben genannten Kriterien tatsächlich ein affiner Typ vor: Es gibt ein {\displaystyle u>0} mit {\displaystyle {\tilde {G}}_{2}u=0}. Das zugehörige Dynkin-Diagramm wird in nebenstehender Zeichnung wiedergegeben.
Ein weiteres Beispiel für eine verallgemeinerte Cartan-Matrix affinen Typs ist
{\displaystyle {\tilde {A}}_{1}={\begin{pmatrix}2&-2\\-2&2\end{pmatrix}}}.
Zur Erstellung des Dynkin-Diagramms findet die vorletzte Regel Anwendung.
Hier ist die vollständige Liste aller Dynkin-Diagramme zu unzerlegbaren, verallgemeinerten Cartan-Matrizen affinen Typs:
Die angegebenen Bezeichnungen der Dynkin-Diagramme sind Standardbezeichnungen. Die verwendete Tilde weist auf eine gewisse Affinisierung hin, das heißt auf einen Prozess, mit dem man aus gegebenen Lie-Algebren weitere erzeugen kann. Die zu diesen Dynkin-Diagrammen gehörigen Kac-Moody-Algebren werden genauso bezeichnet, das heißt man spricht von Kac-Moody-Algebren {\displaystyle {\tilde {A}}_{1}'}, {\displaystyle {\tilde {A}}_{n}}, {\displaystyle {\tilde {B}}_{n}}, {\displaystyle {\tilde {B}}_{n}^{t}}, {\displaystyle {\tilde {C}}_{n}}, {\displaystyle {\tilde {C}}_{n}^{t}}, {\displaystyle {\tilde {C}}_{n}'}, {\displaystyle {\tilde {D}}_{n}}, {\displaystyle {\tilde {E}}_{6}}, {\displaystyle {\tilde {E}}_{7}}, {\displaystyle {\tilde {E}}_{8}}, {\displaystyle {\tilde {F}}_{4}},  {\displaystyle {\tilde {F}}_{4}^{t}}, {\displaystyle {\tilde {G}}_{2}}, {\displaystyle {\tilde {G}}_{2}^{t}}.

## Weitere Bemerkungen
Für Kac-Moody-Algebren kann man weite Teile der auf Wurzelsystemen beruhenden Theorie endlichdimensionaler halbeinfacher Lie-Algebren analog aufstellen. Als Ersatz für die Cartan-Unteralgebra dient das Bild von {\displaystyle {\tilde {H}}} in der Quotientenalgebra {\displaystyle L(A)}. Man kann zeigen, dass die Abbildung {\displaystyle H\rightarrow L(A),\,x\mapsto {\tilde {x}}+I} injektiv ist. Man kann also {\displaystyle H} als Unteralgebra von {\displaystyle L(A)} auffassen. Damit ist eine Darstellung der Form
{\displaystyle L(A):=H\oplus \sum _{\alpha \in Q}L_{\alpha }}     mit
{\displaystyle L_{\alpha }:=\{y\in L(A)\mid \,[xy]=\alpha (x)y{\text{ für alle }}x\in H\}}
möglich, wobei die {\displaystyle \alpha \in Q\subset H^{*}} wie üblich Gewichte heißen und sich ganzzahlig aus den {\displaystyle \alpha _{1},\ldots ,\alpha _{n}\in \Pi \subset H^{*}} linear kombinieren lassen. Die Grundlagen dieser Theorie sind im mehrfach zitierten Lehrbuch von Roger Carter ausgearbeitet.